# Minoritenkloster Glogau

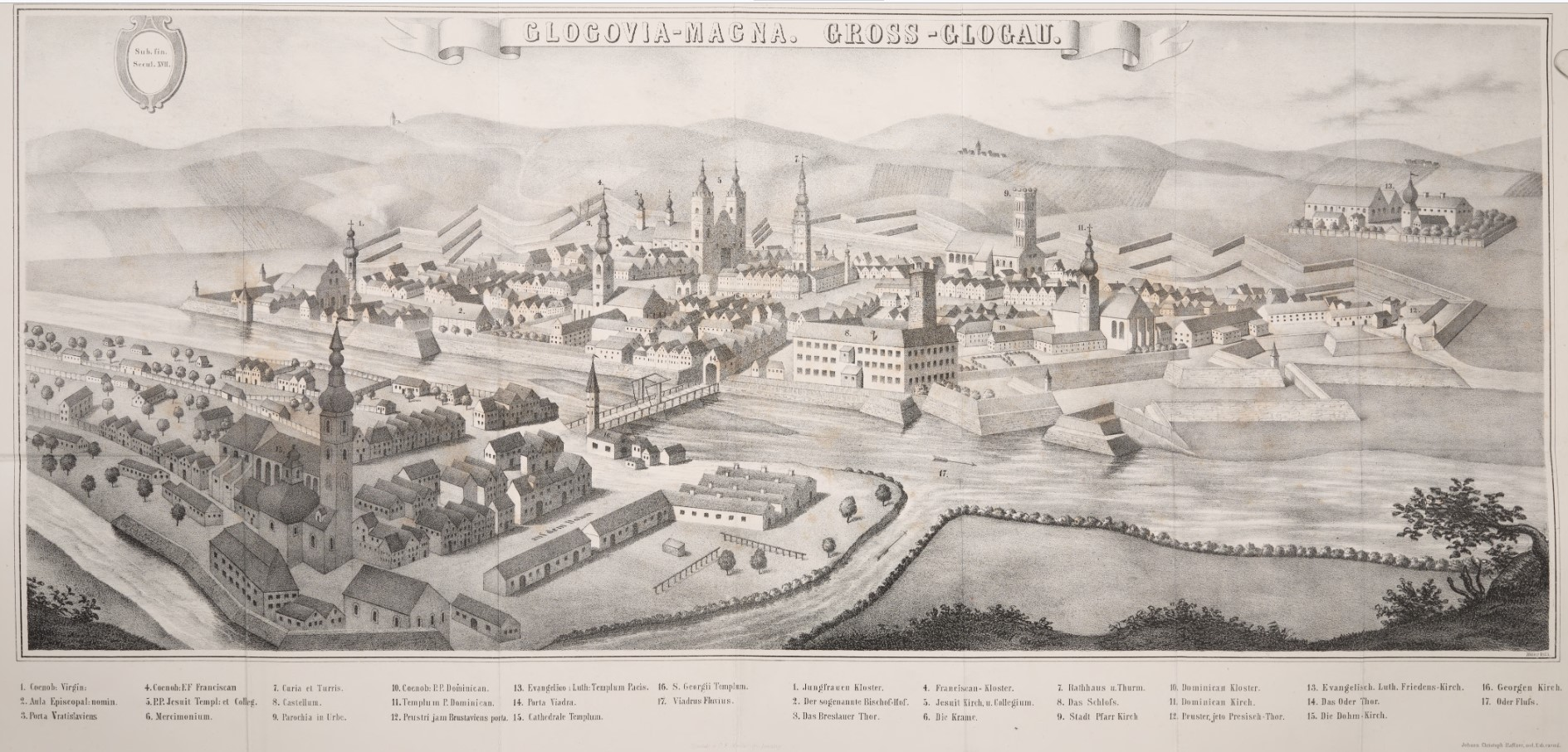
(Groß-)Glogau um 1700, die Klosterkirche der Franziskaner (St. Stanislaus) mit dem hohen Turm hat die Nr. 4, aus Minsberg, Geschichte Groß-Glogau, Bd. 2, Abbildung am Ende des Bandes

Das Minoritenkloster Glogau war ein Kloster Franziskaner (Ordensbezeichnung Ordo fratrum minorum‚ Orden der  Minderbrüder, Ordenskürzel OFM) in Glogau im damaligen Herzogtum Glogau in Schlesien (seit 1945 Głogów in der Woiwodschaft Niederschlesien in Polen). Es wurde um 1250 gegründet. Bei der Trennung des Ordens in Konventualen (Minoriten) und Observanten durch Papst Leo X. im Jahr 1517 entschied sich das Kloster für den Konventualen- oder Minoriten-Zweig (Ordo fratrum minorum conventualium‚ Orden der konventualen Minderbrüder, Ordenskürzel OFMConv oder OMinConv), in dem eine weniger strikte Auslegung der Ordensgelübde, vor allem des Gelübdes der Armut, praktiziert wurde. In der Reformationszeit verließen viele Ordensmänner das Kloster, der letzte Guardian übergab 1525 die Klostergebäude dem Magistrat der Stadt und verließ Glogau.
In Glogau gab es ein zweites, 1465 gegründetes Franziskanerkloster der Observanzbewegung (Bernhardiner), siehe Franziskanerkloster Glogau. Ihnen wurden um 1534  die verlassenen Klostergebäude der Minoriten übergeben.

## Lage
Das Kloster lag im nördlichen Teil der ummauerten Altstadt von Glogau, nahe der südlichen Stadtmauer. Die Klosterkirche war dem hl. Stanislaus gewidmet. Die Klosterkirche wurde im Zweiten Weltkrieg zerstört. Der Grundriss der Klosterkirche wurde in einem parkartigen Areal wieder mit Ziegeln sichtbar gemacht. Die Straße, die daran vorbeiführt, heißt entsprechend Bernardyńska.

## Geschichte
Gründungszeit und Stifter des Klosters sind nicht bekannt. Auch insgesamt ist seine Geschichte sehr schlecht dokumentiert. Nach Lucius Teichmann kamen die Brüder des 1209 durch Franz von Assisi gegründeten Ordens um 1250 nach Glogau. Eine weitere frühe Nennung stammt vom 25. Mai 1261 (nach Teichmann). Nach Biernacki, Wadding und Neumann wurde der Konvent 1264 in den Franziskanerorden aufgenommen. Völlig abweichend davon nennt Eduard Mühle ein Gründungsdatum von 1307 und als Stifter Herzog Heinrich III. von Glogau. Das Kloster gehörte zur Böhmisch-polnischen Ordensprovinz (Provinciae Bohemiae & Poloniae) des Franziskanerordens und innerhalb dieser Hierarchie zur Kustodie Gnesen (nach Teichmann).
1274 forderte der Breslauer Bischof Thomas II. die Franziskaner in Glogau auf, den Kontakt mit Geistlichen zu meiden, die das Interdikt, das er gegen den Herzog von Glogau verhängt hatte, nicht beachteten.
1375 überließen die Franziskaner dem Michael Weinmann einen Weingarten in Brostau (seit 1945 Brzostów, Ortsteil von Głogów) auf Lebenszeit gegen eine jährliche Abgabe von 1½ Mark und einem Viertel Äpfel an den Guardian des Klosters. 1406 erhielt das Franziskanerkloster durch Herzog Johann I. von Sagan und Glogau das Recht, in der Oder „große und kleine Fische“ mit zwei Kähnen zu fangen. Die Fische durften sie entweder selbst oder durch ihre Fischer verkaufen.
1420 brannte das Kloster nieder und wurde danach wieder aufgebaut.
Mitte des 15. Jahrhunderts kam Johannes von Kapistran nach Schlesien und machte hier die Observanzbewegung innerhalb des Franziskanerordens bekannt und populär. Es gelang ihm jedoch nicht, den Glogauer Franziskanerkonvent zu reformieren. Herzogin Margareta von Cilli, Witwe von Wladislaus, Herzog der königlichen Hälfte von Glogau, stiftete daher 1465 ein Kloster für den Observanten-Zweig der Franziskaner, so dass es nun in der zweiten Hälfte des 15. Jahrhunderts und ersten Hälfte des 16. Jahrhunderts zwei Franziskanerklöster in Glogau gab. Nach der Teilung des Ordens 1517 gehörte der Konvent zu den Konventualen oder Minoriten.

### Das Ende des Klosters
Durch die Reformation, die sich auch in Glogau durchsetzte, und die damit bedingte Abnahme der Spendenfreudigkeit der Bevölkerung, kam das Kloster in existenzielle Not, zumal es nur ganz wenig Besitz hatte. Nach Lucius Teichmann übergab der letzte Guardian Mathias Zeidler am 23. Juni 1525 das Kloster der Stadt Glogau und verließ die Stadt. Nach Carl Weigelt wurde 1530 das verlassene Minoritenkloster nach einer Verhandlung zwischen dem böhmisch-königlichen Oberamt und dem Landeshauptmann des Fürstentums Glogau für den Landesherrn, Kaiser Ferdinand I., in Besitz genommen. Der Kaiser holte 1534 die Franziskaner-Observanten (Bernhardiner) aus dem Barbara-Kloster vor der Stadt in das leer stehende Stanislaus-Kloster. Das Barbara-Kloster vor der Stadt wurde aufgegeben. Die Franziskaner-Observanten hatten das Stanislaus-Kloster bis zur Säkularisation 1810 in Besitz.

### Guardiane
| Amtszeit | Prior           | Sonstige Ämter und Anmerkungen |
| -------- | --------------- | ------------------------------ |
| 1525     | Mathias Zeidler | Guardian                       |